# مویسینگه
مویسینگه (به صربی: Mojsinje) یک منطقهٔ مسکونی در صربستان است که در چاچاک واقع شده‌است. مویسینگه ۹٫۶۲ کیلومتر مربع مساحت و ۸۳۶ نفر جمعیت دارد و ۲۲۷ متر بالاتر از سطح دریا واقع شده‌است.